# 51915 Andry
51915 Andry este un asteroid din centura principală de asteroizi.

## Descriere
51915 Andry este un asteroid din centura principală de asteroizi. A fost descoperit pe 20 august 2001 la Colleverde de Vincenzo Silvano Casulli. Asteroidul prezintă o orbită caracterizată de o semiaxă mare de 2,68 ua, o excentricitate de 0,14 și o înclinație de 10,5° în raport cu ecliptica.